# Ши Чженлі
Ши Чженлі (традиційне кит. 石正麗, спрощене кит. 石正丽, піньінь Shí Zhènglì; нар. 26 травня 1964 р.) — китайський вірусолог, що отримала міжнародне прізвисько «кажан» під час пандемії коронавіруса в 2019-20 роках за свою роботу над вірусами кажана. Ши є дослідницею в Уханьському інституті вірусології (WIV) в минулому підпорядкованому Академії наук Китаю (CAS). Ши та її колега Цуй Цзе виявили вірус SARS, що виник у кажанів. Вона є членом Вірусологічного комітету Китайського товариства мікробіології. Вона є редактором Ради "Virologica Sinica", "Китайського журналу вірусології" та "Журналу наук про рибальство Китаю".

## Ранні роки
Ши народилася в травні 1964 року в повіті Сися міського округу Наньян провінції Хенань у Китаї. У 1987 році закінчила Уханьський университет. Вона отримала ступінь магістра в Уханьському інституті вірусології Академії наук Китаю (CAS) в 1990 році і ступінь доктора філософії в Університеті Монпельє II у Франції в 2000 році.

## Дослідження
У 2005 році група вчених під керівництвом Ши Чженлі й Цуй Цзе виявила, що вірус SARS виник у кажанів; їх результати були опубліковані в журналі Science в 2005 році, а також у Журналі загальної вірусології в 2006 році.
У 2014 році Ши Чженлі брала участь в дослідженні коронавірусів кажанів, зокрема, в експериментах щодо підсилення функцій за участю як атипової пневмонії, так і коронавірусів кажанів, спільного дослідження Університету Північної Кароліни й Уханського інституту вірусології (УІВ), на чолі з Ральфом С. Баріком, як головним дослідником. У тому ж році фінансування проекту в США було припинено через мораторій на небезпечні вірусологічні дослідження з вірусами грипу, MERS & SARS, яке оголосив уряд США в цьому році.
Під час пандемії коронавірусу 2019-2020 роках Ши та інші вчені інституту сформували експертну групу з дослідження важкого гострого респіраторного синдрому коронавірусу 2 (SARS-CoV-2). У лютому 2020 року дослідники на чолі з Ши Чженлі опублікували статтю в журналі Nature під назвою «Спалах пневмонії, що пов'язаний з новим коронавірусом ймовірного кажанового походження», а у пості, присвяченому bioRxiv, йшлося про відношення SARS-CoV 2 до сімейства вірусів, що викликають ГРВІ, та найближчий до однієї з коронавірусів у кажанів. У лютому 2020 року її команда опублікувала статтю в Cell Research, що експериментальний препарат Gilead Sciences ремдесивір позитивно вплинув на інгібування вірусу in vitro, і подала заявку на патент на препарат у Китаї від імені УІВ. Ши стала співавтором статті, в якій вірус був названий першим захворюванням X.
У лютому 2020 року газета Сауз Чайна Морнінг Стар (СЧМС) повідомила, що багаторічна робота Ши зі створення однієї з найбільших в світі баз даних про пов'язані з кажанами віруси, дала науковому співтовариству «перевагу» в розумінні вірусу. СЧМС також повідомила, що Ши була в центрі особистих атак у китайських соціальних мережах, що стверджували, що УІВ став джерелом вірусу, що змусило Ши опублікувати повідомлення: "Клянуся своїм життям, що вірус не має нічого спільного з лабораторією"; а коли СЧМС попросила прокоментувати атаки, Ши відповіла: «Мій час має бути витрачено на більш важливі питання». За повідомленням Caixin, Ши виступила з публічними заявами проти «передбачуваних теорій" капелюшків з фольги "про джерело нового вірусу», де вона заявила, що: «Новий коронавірус 2019 року — це природа, що карає людську расу за збереження нецивілізованих життєвих звичок. Я, Ши Чженлі, клянусь своїм життям, що це не має нічого спільного з нашою лабораторією».
У березні 2020 року в інтерв'ю журналу Саєнтифік Американ, де її назвали «кажан з Китаю», Ши сказала, що «переносимі за допомогою кажанів коронавіруси викличуть нові спалахи» й «ми повинні знайти їх, перш ніж вони знайдуть нас». У 2015 році інші вчені поставили під сумнів, що команда Ши пішла на непотрібний ризик, згідно з повідомленням Джоша Рогіна, опублікованому в квітні 2020 року в газеті The Washington Post. За словами Рогіна, американські чиновники, відправлені до Китаю в УІВ, в 2018 році відправили до Вашингтона дві дипломатичні телеграми, в яких «попереджали про недоліки безпеки і управління в лабораторії УІВ». У телеграмі зазначалося, що офіційні особи США зустрічалися з Ши Чженлі й говорилося: «дослідники показали, що різні коронавіруси, схожі на SARS, можуть взаємодіяти з ACE2, людським рецептором, ідентифікованим для коронавірусу SARS». Цей факт переконливо свідчить про те, що SARS-подібні коронавіруси від кажанів можуть передаватися людині й викликати SARS-подібні захворювання.

## Нагороди
- 2016 — кавалер Академії Ордену Пальм[28]
- 2018 — Державна премія природних наук (другий клас)[29]
- Лютий 2019 — стипендіат Американської академії мікробіології (AAM)[30]